# Kontrollratsdirektive Nr. 30
Die Kontrollratsdirektive Nr. 30 – kurz auch nur Direktive Nr. 30 – war eine vom Alliierten Kontrollrat am 13. Mai 1946 erlassene Direktive über die „Beseitigung deutscher Denkmäler und Museen militärischen und nationalsozialistischen Charakters“.
Auf Grund dieser Direktive wurden in allen Besatzungszonen u. a. die öffentlichen Denkmäler, Straßenschilder, Museen und Sammlungen auf ihren militärischen und nationalsozialistischen Gehalt überprüft und entweder entfernt oder durch bauliche Veränderungen und neue Inschriften im Sinne eines stillen Gedenkens an die Toten umgedeutet. Beispielsweise wurde die Gedächtnisanlage mit dem Denkmal für die Gefallenen des deutsch-französischen Krieges 1870/71 von der Stadt Traunstein am 16. August 1933 in »General von Epp-Anlage« umbenannt. Veranlasst durch die Kontrollratsdirektive Nr. 30 wurde sie 1947 wieder in »Kriegergedächtnisanlage« umgewidmet. Adolf-Hitler-Straßen und Adolf-Hitler-Plätze wurden landesweit umbenannt.
Die in den einzelnen Städten in der Regel aus Laien zusammengesetzten Komitees zeigten sich oft mit dieser Aufgabe überfordert. Auch stand die Beurteilung häufig im Zwiespalt mit den Vorgaben des Denkmalschutzes, insbesondere in Beurteilung des künstlerischen Wertes einzelner figürlicher Denkmäler. Unverändert blieb daher die Berliner Siegessäule, die in den Jahren 1938/39 an ihren heutigen Standort versetzt und wesentlich erweitert worden war.
Die Direktive bezog sich ausdrücklich auf den Zeitraum nach dem 1. August 1914, dem Datum des Mobilmachungsbefehls und der deutschen Kriegserklärung gegen Russland. Nachweislich kam es insbesondere in der SBZ auch zur Entfernung und Zerstörung von Denkmälern, die nicht in den Rahmen der Direktive fielen, wie z. B. das Dreyse-Denkmal Sömmerda.
Die Direktive wurde für die Bundesrepublik am 5. Mai 1955 mit Artikel 2 des Gesetzes Nr. A-37 der Alliierten Hohen Kommission (ABl. AHK S. 3268) außer Wirkung gesetzt, für die DDR durch Beschluss des Ministerrats der UdSSR über die Auflösung der Hohen Kommission der Sowjetunion in Deutschland am 20. September 1955.

## Textausgaben
- Kontrollratsdirektive Nr. 30 (PDF). Volltext bei Denk mal, Evangelische Akademie der Nordkirche.
- Kontrollratsdirektive Nr. 30 vom 13. Mai 1946. In: Amtsblatt des Kontrollrats in Deutschland, Nummer 7 vom 31. Mai 1946, S. 154., Digitalisat der Deutschen Nationalbibliothek: urn:nbn:de:101:1-201301314981.

## Weblink
- Lüneburg: Guernica unerwünscht. Kriegerdenkmal … Friedensdenkmal … Kriegerdenkmal … Arbeitskreis Regionalgeschichte, 20. September 2013